# Выборы депутатов временного национального собрания Королевства сербов, хорватов и словенцев
Выборы депутатов Временного национального собрания Королевства сербов, хорватов и словенцев от Южной Сербии (серб. Привремено народно представништво Краљевства Срба, Хрвата и Словенаца из Јужне Србије) состоялись 30 марта 1919 года.
Необходимость выборов была обусловлена значительным расширением границ Сербии в результате Балканских войн и Первой мировой войны и провозглашением Югославии 1 декабря 1918 года. После формирования первого правительства Королевства сербов, хорватов и словенцев указом от 24 февраля 1919 года 1 марта 1919 года было созвано Временное национальное собрание. В него вошли как избранные, так и назначенные представители от различных частей вновь образованного королевства. Задачей собрания была подготовка созыва Учредительного собрания. Работа собрания осложнялась отсутствием международного признания со стороны Антанты, разорением страны, эпидемией испанки.
Выборы в Южной Сербии, включавшей Санджак, а также территорию Косова и Метохии, состоялись позднее. Они были организованы в соответствии с указом правительства от 8 марта о проведении выборов. Согласно этому указу, для того, чтобы быть избранным во временное национальное собрание, человек должен был соответствовать возрастному цензу, а также родиться и проживать в местности, от которой избирался, не менее 10 последних лет. Проводились по 12 двухмандатным территориальным округам, причем численность избирателей в них значительно отличалась. Организация выборов, подведение итогов и рассмотрение апелляций были возложены на Контрольную комиссию.
В отличие от Сербии, где выборы проводились на основе уже существующих законов, в Южной Сербии электоральный процесс осуществлялся в соответствии с указами, объявлениями и распоряжениями частного характера, что поставило население этих мест в неравное положение. Любые формы политической активности были ограничены, а политические партии и ассоциации — слабы и плохо организованы. Главную роль в проведении выборов играла полицейская администрация, что вызывало известное недовольство избранных депутатов.

## Результаты выборов по округам
Выборы 24 представителей Временного народного представительства Королевства сербов, хорватов и словенцев из Южной Сербии состоялись 30 марта 1919 года.
По итогам выборов Контрольная комиссия получила 6 апелляций, полномочия 20 депутатов были признаны. Результаты выборов по 14 мандатам были утверждены сразу же, еще пять — чуть позднее; всего Контрольная комиссия признала полномочия 19 депутатов.
| Район                                                                                              | Избранные депутаты                                           | Избранные депутаты                                           |
| -------------------------------------------------------------------------------------------------- | ------------------------------------------------------------ | ------------------------------------------------------------ |
| Битольский округ                                                                                   | Коста Джорджиевич (Битола)                                   | Йован Жиркович, инспектор полиции (Битола)*                  |
| Брегальницкий округ                                                                                | Григорие Дрекалович, учитель (Берово)                        | Йордан Бабамович, учитель (Штипа)                            |
| Звечанский округ                                                                                   | Милан Топалович, председатель городского суда (Вуштри)       | Анджелко Несич, протоиерей (Митровица)                       |
| Округ Косово                                                                                       | Тома Попович, мэр Битолы (Битола)                            | Серафим Попович, инженер строительного управления (Приштина) |
| Кумановский округ                                                                                  | Милан Протич, портной (Буяновица)                            | Дорже Денкович (Куманово)*                                   |
| Охридский округ                                                                                    | Серафим Коростич, протоиерей (Охрид)                         | Темко Попович, пенсионер (Охрид)                             |
| Призренский округ                                                                                  | Антоние Тодорович, директор школы (Призрен)                  | Шериф Байриам (Женовац)*                                     |
| Приепольский округ                                                                                 | Алекса Станишич, инспектор Министерства просвещения (Скопье) | Никола Минич, директор Гимназии (Плевле)                     |
| Округ Рашка                                                                                        | Сали бег Расовач (Нови Пазар)                                | Александр Павичевич, участковый врач (Сеница)                |
| Округ Скопье                                                                                       | Младен Попович, купец (Скопье)                               | Михайло Шушкалович, врач (Скопье)*                           |
| Тетовский округ                                                                                    | Васа Богоевич, купец (Тетово)                                | Никола Дрмончич (Тетово)*                                    |
| Округ Тиквес                                                                                       | Глигорий Анастасиевич, юрист (Кавадарца)                     | Риста Трайкович, юрист (Кавадарца)                           |
| Курсивом выделены имена избранных депутатов, чьи полномочия не были признаны Контрольной комиссией |                                                              |                                                              |

Избрание Йована Жирковича от Битольского округа было отменено на том основании, что до 1 марта Жиркович осуществлял обязанности инспектора полиции, что поставило под сомнение свободу волеизъявления и результаты выборов.
Комиссия не признала полномочия четырех депутатов — Николы Дрмончича (Тетовский округ), Шерифа Байрама (Призренский округ), Михайло Шушкаловича (округ Скопье) и Дорже Денковича (Кумановский округ). На избрание Николы Дрмончича и Михайло Шушкаловича были поданы жалобы, но окончательное решение о признании законности этих выборов было отложено.